# Novothny Soma
Novothny Soma (Veszprém, 1994. június 16. –) korosztályos magyar válogatott labdarúgó, a Kisvárda játékosa.

## Pályafutása

### Klubcsapatokban

#### Veszprém
A 2008–09-es szezonban a Veszprém FC U17-es csapatában szerepelt, ahol 15 alkalommal lépett pályára és ezeken 33 gólt szerzett. A következő szezonban az U17 mellett az U19-es csapatnak is tagja lett. Előbbiben 2 mérkőzésen 2 gólt szerzett, az utóbbiban 10 bajnokin 22 gólt jegyzett. Csapatában már ekkor nagy tehetségnek tartották. A 2010–11-es szezonban is maradt az U17-es és az U19-es csapatban. Az U17-ben 4 mérkőzésen 24 gólt jegyzett, az U19-ben 9 mérkőzésen 15 gólt. A 2011–12-es szezonban 1 mérkőzésen lépett pályára az U19-ben, de akkor 5 gólt jegyzett. Ezek után a felnőttek közé került az NB2-ben szereplő együtteshez.
2011. május 28-án lépett első felnőtt bajnokiján pályára a Baja ellen, ahol az 58. percben lépett pályára, majd a 84. percben sárga lapot kapott. Következő mérkőzése a Kaposvölgye ellen volt, ahol gólt is szerzett, ezzel megszerezte első felnőtt bajnoki gólját tétmérkőzésen. A szezon során még egy bajnokin lépett pályára a Pécsi MFC ellen.
A 2011–2012-es szezonban első alkalommal a Soproni VSE ellen lépett pályára, ahol rögtön duplázott, de így is kikaptak 3–2-re. A Ferencvárosi TC II ellen is eredményes tudott lenni és kiosztott egy gólpasszt is Finta Péternek. Egy hónappal később a Győr II ellen is gólt szerzett, amivel már 7 bajnokin 4 gólt szerzett. A Budaörsi SC ellen ismét gólt szerzett. Soma csapata egyik legjobbja lett. Több NB1-es csapat is érdeklődött iránta. A Videoton-Puskás Akadémia ellen duplázott és sárga lapot kapott szabálytalansága miatt. A BKV Előre együttese ellen egy gólt szerzett, amit a 93. percben szerzett meg, amivel 2–2-es döntetlenre hozta a mérkőzést csapatának. Utolsó mérkőzését a Gyirmót FC ellen játszotta, ahol góllal búcsúzott együttesétől, miután külföldre került kölcsönbe. 13 bajnokin lépett pályára és ezeken 9 gólt és 1 gólpasszt osztott ki.
Év végén Próbajátékon szerepelt a német 1. FC Köln együttesénél, ahol Lukas Podolskival együtt edzett. Végül nem szerződtették le Novothnyt, aki végül Olaszországba került.

#### Napoli
2012. elején került 6 hónapra kölcsönbe az olasz együtteshez, ahol a tartalékcsapatban szerepelt. Bemutatkozó mérkőzésén a Primavera bajnokságban az Ascoli Primavera ellen kezdőként lépett pályára és rögtön góllal mutatkozott be. A következő mérkőzésén a Palermo Primavera ellen ismét eredményes volt, és egy gólpasszt is kiosztott. a Pescara Primavera ellen megszerezte első olaszországi duplájátt. Az Gubbio Primavera ellen is eredményes volt, majd a Lazio Primavera ellen is gólt szerzett. Fél szezon alatt 8 mérkőzésen 6 gólt szerzett, amivel csapata egyik legjobbja lett.
2012. július 18-án felkészülési mérkőzésen debütált a nagy csapatban a Trentino-válogatott ellen a 65. percben lépett pályára. Pár nappal később a Bayern München ellen is pályára lépett az utolsó percekben, amelyet 3-2-re nyertek meg. A harmadik felkészülési mérkőzését a Grosseto ellen játszotta, ahol a 63. percben állt be és a 82. percben Hamsík beadását befejelte Bremec kapujába. 2012. október 9-én előző hároméves szerződését plusz két évvel megtoldották, így jelenleg 5 éves szerződés köti az olasz klubhoz.
A 2012–13-as szezont a primavera csapatban kezdte meg a Primavera C-ben. Első mérkőzésén rögtön gólt szerzett az As Roma primavera ellen. 1 hónappal később ismét eredményes tudott lenni az Bari primavera ellen. Október végén és november elején 1-1 gólt szerzett egymás után. Előbb a Vicenza primavera, majd a Virtus Lanciano primavera bánta. Mind a két mérkőzést idegenben nyerte meg az olasz csapat. A hónap végén ismét eredményes tudott lenni a Palermo primavera ellen 2–1-re elvesztett idegenbeli mérkőzésen. A következő mérkőzésen megszerezte szezonbéli 6 gólját is a Ternana elleni bajnokin, ami a mérkőzés egyetlenegy találata is volt. A következő két szezont alsóbb osztályú olasz csapatoknál töltötte, megfordult többek közt a AC Mantova csapatánál is. A 2015-16-os idényt az NB I-es Diósgyőri VTK-nál töltötte, szintén kölcsönben. 27 bajnokin nyolc gólig jutott a miskolciak színeiben. A 2016-2017-es idény előtt kölcsönben Újpesten folytathatta volna pályafutását, azonban a Nemzetközi Sportdöntőbíróság kizárta a fővárosiakat az átigazolásokból, ezért a belga Sint-Truidensehez került a játékjoga (a belgák kivásárolták olaszországi szerződéséből), azzal a kitétellel, hogy ha az Újpestet később felmentik, akkor csatlakozhat a lila-fehérekhez az azt követő átigazolási szezonban. A 2016-17-es idényt végül ismét a DVTK-nál töltötte, ezúttal is kölcsönben.

#### Újpest
2019 márciusában az Újpest bejelentette, hogy a dél-koreai másodosztályban szereplő Puszan IPark csapatához adja kölcsön Novothny-t. Március 28-án egy Cshonan City elleni, 1-0-ra elveszített kupamérkőzésen debütált új csapatában. Két nappal később a bajnokságban is bemutatkozott, kezdőként végigjátszotta a Puteon 1995 elleni 3–3-as találkozót. Első gólját a kilencedik fordulóban szerezte, majd a következő körben duplázott a Tedzson elleni mérkőzésen, a Puszan pedig 5–0-ra győzött. Június 1-jén a harmadik helyezett Szuvon elleni rangadón gólt szerzett, csapata 2–2-es döntetlent ért el és átvette a vezetést a bajnoki tabellán. Augusztus 31-én mesterhármast szerzett a Szöul E-Land csapata ellen a bajnokság 26. fordulójában. A Puszan végül bejutott a feljutásért vívott play-offba, ott pedig 2–0-ra legyőzte a Gjongnamot és feljutott az élvonalba. Novothny összesen 29 mérkőzésen 13 gólt szerzett a dél-koreai másodosztályban.

#### VfL Bochum
2020. szeptember 7-én aláírt a német VfL Bochum csapatához 2022-ig. Tétmérkőzésen a Bundesliga 2 harmadik fordulójában mutatkozott be, amikor csereként a 82. percben állt be a VfL Osnabrück elleni 0–0-s bajnokin. Negyedik bajnokiján, a a Würzburger Kickers elleni mérkőzésen szerezte meg első gólját a csapatban. A Bochum 3-2 arányban győzött. A szezon végén bajnoki címet nyert a Bochummal, amely feljutott a Bundesligába. Novothny a szezon során 13 bajnokin lépett pályára és két gólt szerzett. A Bundesligában a nyolcadik fordulóban mutatkozott be az SpVgg Greuther Fürth ellen, a 93. percben csereként beállva. November 6-án a 64. percben lépett pályára a TSG 1899 Hoffenheim ellen 2–0-ra megnyert bajnoki találkozón és két perccel később fejjel szerezte meg első Bundesliga gólját.

#### Anórthoszi Ammohósztu
2022. január 3-án jelentették be, hogy a ciprusi Anórthoszi Ammohósztu csapata szerződtette.

#### Vasas
2022 nyarától a piros–kékek játékosa lett.

#### Ruch Chorzów
2024. február 21-én a lengyel Ruch Chorzów szerződtette a szezon végéig, hosszabbítási opcióval. 2024 nyarán három évvel meghosszabbították a szerződését.

#### Kisvárda
2025. június 26-án vált hivatalossá, hogy visszatér a magyar élvonalba, és az újonc Kisvárda játékosa lesz. Augusztus 15-én az Újpest elleni mérkőzésen, a 150. NB1-es találkozóján lőtte az 50. bajnoki gólját, a Kisvárda  1–0-ra győzött.

### A válogatottban
Több magyar korosztályos válogatottban szerepelt, többek közt tagja volt a U18-as és az U19-es nemzeti csapatnak.

## Statisztika

### Klubcsapatokban
2025. augusztus 15-i állapot szerint.
| Klub                      | Szezon         | Bajnokság      | Bajnokság | Bajnokság | Kupa  | Kupa  | Nemzetközi | Nemzetközi | Összesen | Összesen |
| Klub                      | Szezon         | Liga           | Mérk.     | Gólok     | Mérk. | Gólok | Mérk.      | Gólok      | Mérk.    | Gólok    |
| ------------------------- | -------------- | -------------- | --------- | --------- | ----- | ----- | ---------- | ---------- | -------- | -------- |
| Veszprém                  | 2009–10        | NB III         | 14        | 7         | 1     | 1     | —          | —          | 15       | 8        |
| Veszprém                  | 2010–11        | NB II          | 3         | 1         | —     | —     | —          | —          | 3        | 1        |
| Veszprém                  | 2011–12        | NB II          | 13        | 9         | 3     | 4     | —          | —          | 16       | 13       |
| Veszprém                  | Összesen       | Összesen       | 30        | 17        | 4     | 5     | —          | —          | 34       | 22       |
| Paganese (kölcsönben)     | 2013–14        | Serie C        | 24        | 2         | —     | —     | —          | —          | 24       | 2        |
| Mantova (kölcsönben)      | 2014–15        | Serie C        | 13        | 0         | —     | —     | —          | —          | 13       | 0        |
| Südtirol (kölcsönben)     | 2014–15        | Serie C        | 18        | 4         | —     | —     | —          | —          | 18       | 4        |
| Diósgyőr (kölcsönben)     | 2015–16        | NB I           | 27        | 8         | 0     | 0     | —          | —          | 27       | 8        |
| Diósgyőr (kölcsönben)     | 2016–17        | NB I           | 23        | 4         | 5     | 2     | —          | —          | 28       | 6        |
| Diósgyőr (kölcsönben)     | Összesen       | Összesen       | 50        | 12        | 5     | 2     | —          | —          | 55       | 14       |
| Újpest                    | 2017–18        | NB I           | 31        | 17        | 7     | 2     | —          | —          | 38       | 19       |
| Újpest                    | 2018–19        | NB I           | 23        | 9         | 3     | 0     | 4          | 0          | 30       | 9        |
| Újpest                    | 2019–20        | NB I           | 17        | 6         | 2     | 0     | —          | —          | 19       | 6        |
| Újpest                    | Összesen       | Összesen       | 71        | 32        | 12    | 2     | 4          | 0          | 87       | 34       |
| Puszan IPark (kölcsönben) | 2019           | K League 2     | 29        | 13        | 1     | 0     | —          | —          | 30       | 13       |
| VfL Bochum                | 2020–21        | 2. Bundesliga  | 14        | 2         | 1     | 0     | —          | —          | 15       | 2        |
| VfL Bochum                | 2021–22        | Bundesliga     | 6         | 1         | 0     | 0     | —          | —          | 6        | 1        |
| VfL Bochum                | Összesen       | Összesen       | 20        | 3         | 1     | 0     | —          | —          | 21       | 3        |
| Anórthoszi                | 2021–22        | A' Katigoríasz | 16        | 2         | 6     | 0     | —          | —          | 22       | 2        |
| Vasas                     | 2022–23        | NB I           | 25        | 5         | 5     | 1     | —          | —          | 30       | 6        |
| Vasas                     | 2023–24        | NB II          | 17        | 7         | 2     | 1     | —          | —          | 19       | 8        |
| Vasas                     | Összesen       | Összesen       | 42        | 12        | 7     | 2     | —          | —          | 49       | 14       |
| Ruch Chorzów              | 2023–24        | Ekstraklasa    | 13        | 4         | —     | —     | —          | —          | 13       | 4        |
| Ruch Chorzów              | 2024–25        | I Liga         | 28        | 7         | 4     | 1     | —          | —          | 32       | 8        |
| Ruch Chorzów              | Összesen       | Összesen       | 41        | 11        | 4     | 1     | —          | —          | 45       | 12       |
| Kisvárda                  | 2025–26        | NB I           | 4         | 1         | —     | —     | —          | —          | 4        | 1        |
| Teljes karrier            | Teljes karrier | Teljes karrier | 358       | 109       | 40    | 12    | 4          | 0          | 402      | 121      |

## Magánélete
A felesége Rubint Rella, Rubint Réka unokahúga volt, de három év után elváltak.